# روزنامه اشتوتگارت
روزنامه اشتوتگارت (انگلیسی: Stuttgarter Zeitung) اشتوتگارت زیتونگ، یک روزنامه آلمانی زبان روزانه (به جز یکشنبه‌ها) است که در اشتوتگارت، بادن-وورتمبرگ، آلمان منتشر می‌شود و روزانه حدود ۲۰۰,۰۰۰ نسخه از آن به فروش می‌رسد.